# 富士見橋 (東京都)
富士見橋（ふじみばし）は東雲運河をまたぎ、東京都江東区豊洲6丁目と有明1丁目を結ぶ道路橋である。

## 概要
2006年7月24日から建設工事開始。2014年3月2日開通。2010年1月19日完成。東京都市計画道路補助第315号線（東京都道484号豊洲有明線支線）の一部である。橋長は213m、幅員は25.8m。3径間連続鋼床版箱桁橋。東雲運河で最も西にある橋となる。

## 隣の橋
（上流）（東雲運河）東雲橋－木遣り橋－有明北橋―富士見橋（下流）